# Лінивець
Лінивець (Bradypus) — єдиний рід неповнозубих ссавців у родині лінивцевих (Bradypodidae). Етимологія: дав.-гр. βραδύς — «повільно», дав.-гр. -πούς — «-ногий».

## Опис
Лінивці живляться майже виключно деревним листям, хоча можуть при нагоді з'їсти комаху або дрібну ящірку. Листя важко перетравлюються і має дуже низьку калорійність та поживну цінність. Для перетравлення рослинної клітковини лінивці використовують бактерій-симбіонтів, що входять до складу мікрофлори їхнього травного тракту. Перетравлювання займає близько місяця. У ситого лінивця ⅔ ваги тіла може припадати на їжу в шлунку.
Цікаво, що всі трипалі лінивці у природному середовищі існування живляться переважно листям та квітами цекропія, і тому утримувати їх у неволі достатньо важко.
Через низьку калорійність листя фізіологія та поведінка лінивців орієнтовані на жорстку економію енергії. Майже весь час лінивці проводять, висячи на гілці дерева спиною вниз. Від падіння з дерева їх рятують великі та гострі кігті. 15 годин на добу лінивці сплять. А навіть коли не сплять, то пересуваються дуже повільно і лише за необхідності (звідси назва). У лінивців довга шия, що дозволяє їм досягати листя, мінімально пересуваючись. Шия лінивців дуже рухлива та дозволяє повертати голову на 270 градусів, має 8 або 9 шийних хребців. Температура тіла активного лінивця становить 30 — 34 °C, а у спокої ще нижча. Лінивці дуже не люблять злазити з дерев, оскільки на землі вони дуже безпорадні. Крім того, це вимагає витрат енергії. Злазять вниз вони для відправлення природних потреб, які здійснюють лише раз на тиждень — сечовий міхур у них величезний (чому вони не роблять це з дерев, точно не відомо); та іноді для переходу на інше дерево. Пологи часто відбуваються на дереві.
У разі необхідності лінивці непогано плавають. Їх швидкість у воді — близько 4 км/год.
З метою додаткової економії енергії лінивці часто збираються групами у розвилках гілок. Є припущення, що при цьому вони спаровуються.
Зір у лінивців поганий, зате вони здатні розрізняти кольори, що нетипово для інших ссавців.
У їх шерсті часто селиться метелик Вогнівка акацієва. Крім того, у шерсті багатьох видів лінивців живуть ціанобактерії, здатні до фотосинтезу, що додають лінивцям зеленкуватого відтінку і роблять їх менш помітними.
Через незвичайне положення тіла лінивців їх органи теж розташовані незвично. Печінка повернена до спини і не стикається з черевною стінкою, трахея згинається, тощо. Шерсть спрямована до хребта, на відміну від всіх інших ссавців.
Як у всіх неповнозубих, мозок лінивців містить дуже мало звивин, але добре розвинені нюхові області.
Лінивці можуть витримати падіння з великої висоти та важкі травми. Маленькі лінивці чіпляються не за дерева, а за шерсть матері. Іноді вони падають і при цьому можуть загинути, бо мати може і не полізти вниз за своїм дитинчам.
Лінивці не можуть ані захистити себе, ані втекти від хижаків. Проте лінивці зберігають чисельність завдяки захисному забарвленню та повільним рухам, що робить їх малопомітними. У деяких областях лінивці становлять ⅔ біомаси ссавців. Тільки один вид з п'яти, лінивець ошийниковий, оголошено зникаючим.
Лінивці зустрічаються у Центральній та Південній Америці. У минулому вони водилися і в Північній Америці, але були майже відразу винищені після приходу туди європейців.
Маса тіла лінивців різних видів варіює від 4 до 9 кг, а довжина тіла становить близько 60 сантиметрів. Родичами лінивців є броненосці та мурахоїди, також пов'язані з неповнозубими. Предками лінивців були гігантські лінивці, у тому числі мегатерії — величезні тварини розміром із слона або бика, що харчувалися, як і сучасні лінивці, листям дерев. Мегатерії вимерли 10 — 12 тисяч років тому і були сучасниками первісних людей.
Сучасних лінивців можна зустріти на Бразильському плоскогір'ї й у Патагонії разом з капібарами і тапірами.

## Систематика
- Bradypus crinitus
- Bradypus pygmaeus

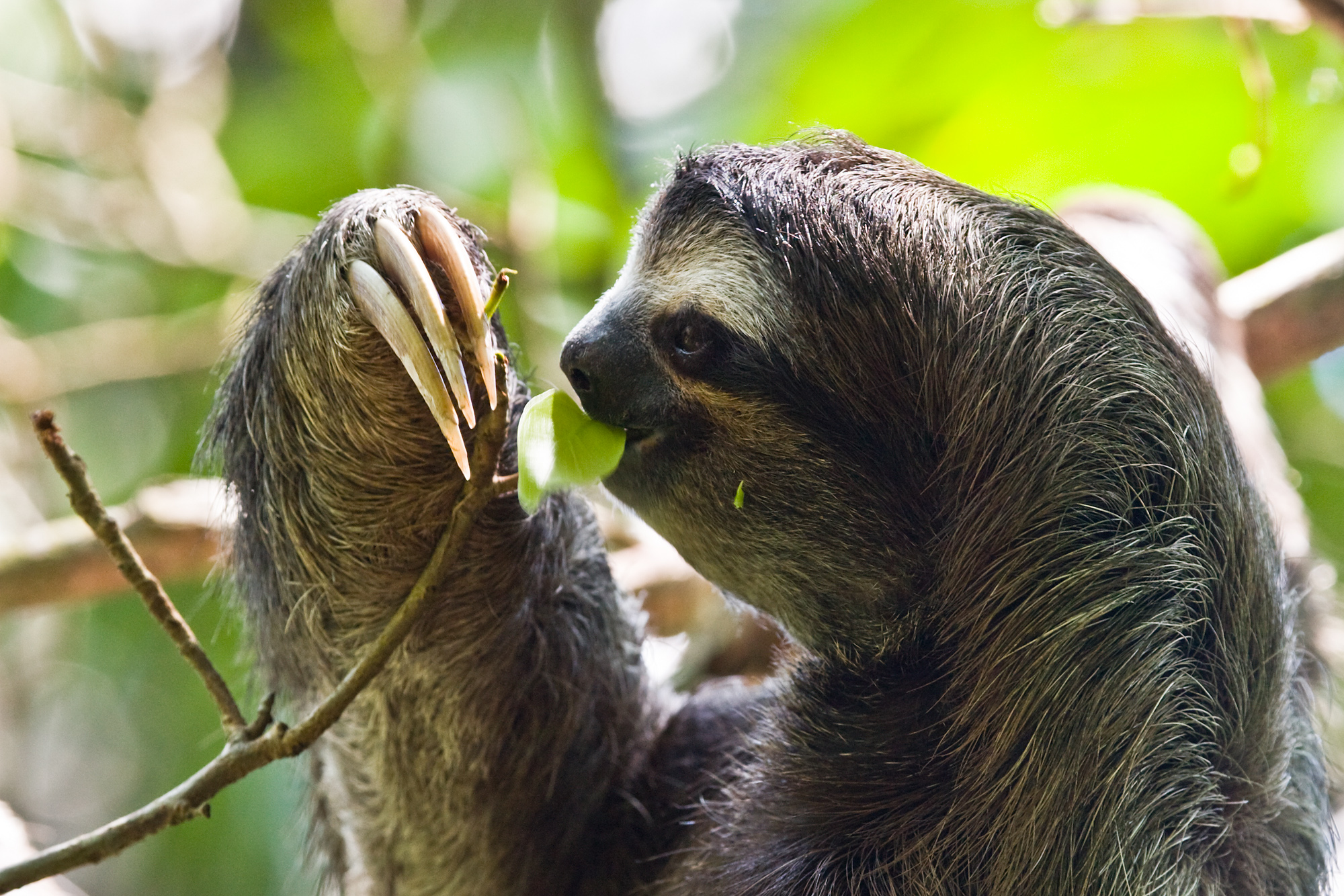
Bradypus variegatus у Коста-Риці

- Bradypus tridactylus — лінивець трипалий
- Bradypus torquatus —  лінивець нашийниковий
- Bradypus variegatus — лінивець бурогорлий

У минулому всіх лінивців — і трипалих, і двопалих, відносили до однієї родини, але потім було виділено дві родини і доведено, що лінивці цих двох родин не споріднені одні з одними. Подібність їхнього зовнішнього вигляду, фізіології та поведінки пов'язані з конвергентною адаптацією до способу життя на деревах.

## Лінивці у культурі

### У книгах

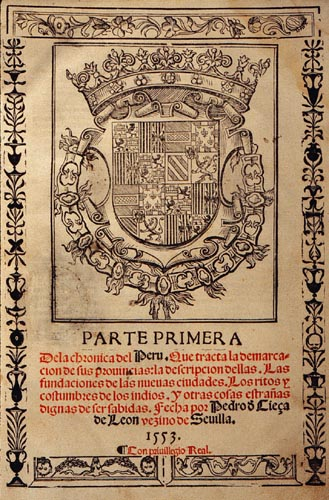
Перша частина книги «Хроніка Перу», (1553).

1553 року лінивець вперше згадується у літературі — у книзі «Хроніка Перу» Педро Сьєси де Леона:
Також у горах та заростях водяться дуже великі змії й інші тварини, нам не відомі, серед яких є такі, яких ми називаємо лінивці [pericos ligeros], чого варто лише побачити наскільки потворний його зовнішній вигляд і те, з якою млявістю та неповороткістю вони пересуваються.— Сьєса де Леон, Педро. Хроніка Перу. Частина Перша. Глава VI.

## В анімаційних фільмах
- Лінивець Сід є одним з головних героїв мультфільму «Льодовиковий період».
- У мультфільмі Сімейка Крудс, у Малого є вихованець, антропоморфний лінивець Кушак.
- У мультфільмі Зоотрополіс, працівники в управлінні дорожної служби — антропоморфні лінивці, там же працює лінивець Бліц, знайомий лиса Ніка.